# Gioia (bloc)
Gioia est une voie de bloc (escalade) considérée en 2017 comme l'une des plus difficiles au monde et cotée 8C+. Ce bloc est situé près de la ville de Varazze en Italie. La voie Gioia de référence, dite « départ assis », consiste en l'enchainement d'environ 16 mouvements (2 parties de 7 mouvements, estimées 8C) sur un dévers à prises très fines (crispettes), terminé par une partie plus facile après le rétablissement. C'est une variante d'un enchainement dit « départ debout » (8A+) plus court et facile.
Inspiré par le bloc Dreamtime (8B+), la voie Gioia a été ouverte en 2008 par le grimpeur italien Christian Core, qui l'a estimé entre 8C et 8C+ (V16). Le bloc est ensuite tenté sans succès par des grimpeurs de très haut niveau (Daniel Woods, Gabri Moroni…). 
Il est finalement répété pour la première fois en décembre 2011 par Adam Ondra, après onze jours de travail, qui confirme la cotation 8C+, comparant sa difficulté à son bloc Terranova (8C+). 
En 2014, le bloc est répété par Nalle Hukkataival, après une ou deux semaines de travail et d'attente des bonnes conditions. Il ne suggère aucune cotation mais déclare que Gioia est « plus difficile que la plupart des 8C, (...) mais du même niveau que quelques autres blocs ». Selon Hukkataival, la difficulté majeure de Gioia provient du climat méditerranéen (air souvent humide) et des petites prises agressives pour la peau des doigts, qui nécessitent la conjonction de conditions difficiles à obtenir pour tenir les prises de main.
À l'hiver 2014-2015, lors d'essais par Woods et Graham sur la variante 8A+, une mauvaise prise de pied (inutilisée lors des trois réalisations 8C+) est cassée, créant une bonne prise. À la suite d'un débat controversé, la prise est finalement recollée (l'emplacement bouché) par Christian Core, afin de rétablir la voie dans un état identique à celui des trois premières réalisations. Quelques réglettes minuscules sont également renforcées par de la colle superglue.